# Červený Hrádek (Sedlčany)

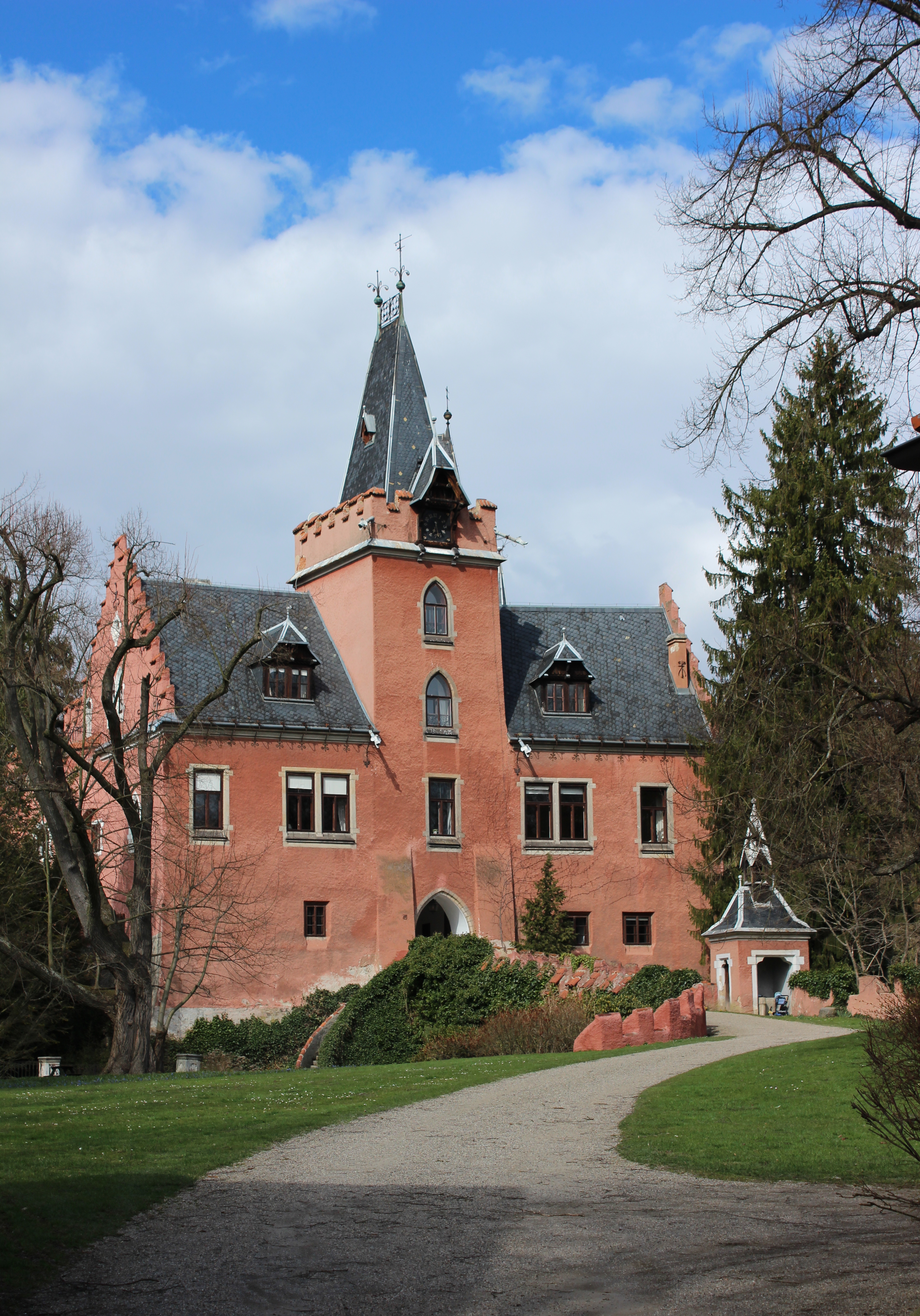
Schloss Rothradek

Červený Hrádek (deutsch Rothradek) ist eine Ortslage der Stadt Sedlčany in Tschechien. Sie liegt eineinhalb Kilometer östlich von Sedlčany und gehört zum Okres Příbram.

## Geographie
Červený Hrádek liegt im Tal des Mastník im Mittelböhmischen Bergland. Nördlich erhebt sich der Hluchá (429 m), nordöstlich im Kolihový les der Velký Vršek (521 m) und Süden der Hejná hora (414 m).
Nachbarorte sind Skála und Vítěž im Norden, Kosova Hora im Osten, Janov im Süden, Xaverov im Südwesten sowie Sedlčany im Westen.

## Geschichte
Hrádek ist seit 1285 als Vladikensitz nachweisbar. Seit 1400 besaß Hermann von Říčany die Feste Hradek. Nachdem in den Hussitenkriegen das Geschlecht der Amschelberger erloschen war, erwarben die Herren von Říčany 1474 Kosova Hora und bauten es zum Zentrum ihrer Herrschaft aus. 1508 wurde Bohuslav Břekovec von Ostromeč Besitzer von Hrádek, das zu dieser Zeit erstmals Červený Hrádek genannt wurde. 1560 kaufte Sigmund Valkoun von Adlar Červený Hrádek. Als er 1572 verstarb, verkaufte seine Witwe Magdalena von Říčany den Besitz an Jan Prostiborský von Vrtba. Die Vrtba hielten den Besitz über die Wirren des Dreißigjährigen Krieges hinaus bis 1670, anschließend erwarb Anna Susanna Kühn vom Meggau Rothhradek. 1675 wurde die Feste durch einen Brand stark beschädigt. Der Wiederaufbau und Umbau zum Schloss verschuldete die Besitzerin derart, dass sie ihre Güter an den Gläubiger Nikolaus Franchimont von Frankenfeld abtreten musste. Nachfolgend wechselten die Besitzer in rascher Folge und schließlich wurde Červený Hrádek an Kosova Hora angegliedert. Die alte Feste verlor dadurch ihren Zweck als Adelssitz und wurde zur Unterkunft für die herrschaftlichen Bediensteten umfunktioniert.
1837 wurde František Mladota von Solopisk Besitzer der Herrschaft Amschelberg. Er verlegte den Sitz wieder nach Červený Hrádek, und 1844 begann der Umbau der Feste zu einem neogotischen Schloss.
Nach der Aufhebung der Patrimonialherrschaften wurde Červený Hrádek im Jahre 1850 zu einer selbständigen Gemeinde im Bezirk Sedlčany. 1869 schloss sich der Ort mit Kosová Hora zusammen. 
Ab 1930 bildete Červený Hrádek erneut eine eigene Gemeinde, zu der die Ortsteile Janov, Lhotka, Přibýška und Vítěž gehörten. Bei der Gebietsreform von 1960 wurde die Gemeinde aufgelöst. Červený Hrádek wurde zu einem Ortsteil von Sedlčany im Okres Příbram und schließlich im Jahre 1981 dem Ortsteil Vítěž zugeschlagen.

## Schloss Červený Hrádek
Der 1844 aus der Feste entstandene neogotische Bau wurde zwischen 1894 und 1896 durch den Architekten Jan Kotěra um einen Südflügel im Jugendstil erweitert. Dabei entstand auch der große Turmanbau.
Nach der Machtübernahme der Kommunisten wurde im Jahre 1948 die Familie Mladota von Solopisk enteignet und das Schloss diente als Heimatmuseum der Stadt Sedlčany und als Archiv des Bezirksnationalausschusses (Okresní národní výbor) in Příbram.
1992 erhielt die Familie Mladota das Schloss zurück und begann, das heruntergekommene Bauwerk instand zu setzen. Es ist nur eingeschränkt und zu besonderen Terminen für die Öffentlichkeit zugänglich.